# Christophe Landrin
Christophe Landrin (ur. 30 czerwca 1977 w Roubaix) – francuski piłkarz występujący na pozycji pomocnika.

## Kariera klubowa
Landrin zawodową karierę rozpoczynał w Lille OSC, grającym w Division 1. W lidze tej zadebiutował 3 maja 1997 w zremisowanym 0:0 pojedynku z Olympique Lyon. W 1997 roku spadł z klubem do Division 2, ale 2000 roku wrócił z nim do Division 1. 18 listopada 2000 w wygranym 1:0 meczu z Olympique Lyon strzelił pierwszego gola w tych rozgrywkach. W 2001 roku wraz z zespołem zajął 3. miejsce w lidze, a w 2005 roku wywalczył z nim wicemistrzostwo Francji.
Latem 2005 został zawodnikiem innego pierwszoligowca – Paris Saint-Germain. Pierwszy ligowy mecz zaliczył tam 30 lipca 2005 przeciwko FC Metz (4:1). W sezonie 2005/2006 w barwach PSG rozegrał 26 spotkań i zdobył 2 bramki.
W 2006 roku odszedł do AS Saint-Étienne, również grającego w Ligue 1. Zadebiutował tam 12 sierpnia 2006 w wygranym 2:1 meczu z AS Monaco. Barwy Saint-Étienne reprezentował do 2011 roku, a potem grał w AC Arles-Avignon, gdzie w 2012 roku zakończył karierę.
| Sezon   | Klub                | Kraj    | Rozgrywki  | Mecze | Bramki | Rozgrywki Europy                    | Mecze | Bramki |
| ------- | ------------------- | ------- | ---------- | ----- | ------ | ----------------------------------- | ----- | ------ |
| 1996/97 | Lille OSC           | Francja | Division 1 | 2     | 0      | –                                   | –     | –      |
| 1997/98 | Lille OSC           | Francja | Division 2 | 18    | 1      | –                                   | –     | –      |
| 1998/99 | Lille OSC           | Francja | Division 2 | 13    | 1      | –                                   | –     | –      |
| 1999/00 | Lille OSC           | Francja | Division 2 | 25    | 4      | –                                   | –     | –      |
| 2000/01 | Lille OSC           | Francja | Division 1 | 22    | 2      | –                                   | –     | –      |
| 2001/02 | Lille OSC           | Francja | Division 1 | 16    | 1      | Liga Mistrzów UEFA Liga Europy UEFA | 5 2   | 1 0    |
| 2002/03 | Lille OSC           | Francja | Ligue 1    | 33    | 5      | Liga Europy UEFA                    | 5     | 0      |
| 2003/04 | Lille OSC           | Francja | Ligue 1    | 19    | 0      | –                                   | –     | –      |
| 2004/05 | Lille OSC           | Francja | Ligue 1    | 29    | 2      | Liga Europy UEFA                    | 13    | 2      |
| 2005/06 | Paris Saint-Germain | Francja | Ligue 1    | 26    | 2      | –                                   | –     | –      |
| 2006/07 | AS Saint-Étienne    | Francja | Ligue 1    | 31    | 1      | –                                   | –     | –      |
| 2007/08 | AS Saint-Étienne    | Francja | Ligue 1    | 35    | 2      | –                                   | –     | –      |
| 2008/09 | AS Saint-Étienne    | Francja | Ligue 1    | 17    | 0      | Liga Europy UEFA                    | 2     | 0      |
| 2009/10 | AS Saint-Étienne    | Francja | Ligue 1    | 18    | 1      | –                                   | –     | –      |
| 2010/11 | AS Saint-Étienne    | Francja | Ligue 1    | 25    | 1      | –                                   | –     | –      |
| 2011/12 | AC Arles-Avignon    | Francja | Ligue 2    | 13    | 0      | –                                   | –     | –      |